# Alan Reed
Alan Reed (* 20. August 1907 in New York City als Theodore Bergman; † 14. Juni 1977 in Los Angeles, Kalifornien) war ein US-amerikanischer Schauspieler.

## Leben und Karriere
Alan Reed wurde unter dem Namen Theodore Bergman als Sohn einer jüdischen Familie in New York geboren. In den Anfängen seiner Karriere trat er noch gelegentlich unter diesem Geburtsnamen auf, ehe er ihn später gänzlich verwarf.
Nachdem Reed zunächst Journalismus studiert hatte, entschied er sich später noch für eine Karriere als Schauspieler. In den 1930er-Jahren war er am Provincetown Playhouse am Broadway zu sehen, wo er unter anderem durch seine Fähigkeit, insgesamt 22 ausländischen Dialekten nachahmen zu können, bekannt wurde. Parallel zu seiner Theaterkarriere arbeitete Reed mit seiner markanten, brummigen Stimme auch als Ansager für Radioprogramme. Er war in einigen der beliebtesten Radioshows seiner Zeit wie The Shadow, The Fred Allen Show, Life with Luigi und My Friend Irma zu hören. Ab 1944 arbeitete Reed außerdem regelmäßig als Filmdarsteller in Hollywood, wo er meistens komödiantische, extrovertierte Nebenrollen verkörperte. Zu seinen bekanntesten Filmrollen zählten Kennedy im Film noir Im Netz der Leidenschaften (1946) sowie der mexikanische General Pancho Villa in Viva Zapata! (1952). In Frühstück bei Tiffany (1961) hatte er neben Audrey Hepburn einen Kurzauftritt als Schwerverbrecher Sally Tomato, der von ihr im Sing-Sing-Gefängnis besucht wird.
Im englischsprachigen Raum dürfte Reed am bekanntesten als Originalstimme von Fred Flintstone in der Zeichentrickserie Familie Feuerstein sein, die zwischen 1960 und 1966 produziert wurde. In nachfolgenden Filmen und Fernsehserien sprach er die Rolle des Fred Flinstone bis zu seinem Tod. Dabei galt Reed auch als Erfinder von Fred Flintstones berühmten Ausruf Yabba Dabba Doo!, der in den USA mittlerweile ein geflügeltes Wort ist. In den 1970er-Jahren zog sich Reed bis auf wenige Ausnahmen aus dem Schauspielgeschäft zurück. Er verstarb 1977, zwei Monate vor seinem 70. Geburtstag, nach längerer Krankheit an einem Herzinfarkt. Mit seiner Ehefrau Finette Walker (1909–2005) war er von 1932 bis zu seinem Tod verheiratet, sie hatten drei Kinder. Eines von ihnen ist der ehemalige Schauspieler Alan Reed junior (* 1936).

## Filmografie (Auswahl)
- 1937: Teddy Bergman's Bar-B-Q (Kurzfilm)
- 1944: Days of Glory
- 1945: Nob Hill
- 1946: Im Netz der Leidenschaften (The Postman Always Rings Twice)
- 1950: Mordsache: Liebe (Perfect Strangers)
- 1951: Hochzeitsparade (Here Comes the Groom)
- 1951: Der Revolvermann (The Redhead and the Cowboy)
- 1952: Viva Zapata!
- 1952: Life with Luigi (Fernsehserie)
- 1953: Der Richter bin ich (I, the Jury)
- 1954: Duffy's Tavern (Fernsehserie, 38 Folgen)
- 1954: Die Welt gehört der Frau (Woman's World)
- 1955: Susi und Strolch (Lady and the Tramp, Sprechrolle)
- 1955: Am fernen Horizont (The Far Horizons)
- 1955: An einem Tag wie jeder andere (The Desperate Hours)
- 1956: Auf den Schienen zur Hölle (Time Table)
- 1957: Duell in den Wolken (The Tarnished Angels)
- 1957–1958: Mr. Adams and Eve (Fernsehserie, sechs Folgen)
- 1958: Die Liebe der Marjorie Morningstar (Marjorie Morningstar)
- 1960–1966: Familie Feuerstein (Fernsehserie, 166 Folgen, Sprechrolle)
- 1961: Frühstück bei Tiffany (Breakfast at Tiffany’s)
- 1962–1963: The New Hanna-Barbera Cartoon Series (Fernsehserie, 38 Folgen, Sprechrolle)
- 1965: The Addams Family (Fernsehserie, eine Folge)
- 1966: Dr. Kildare (Fernsehserie, drei Folgen)
- 1969: Matzoukas, der Grieche (A Dream of Kings)
- 1970: Shinbone Alley
- 1971: The Pebbles and Bamm-Bamm Show (Fernsehserie, 16 Folgen, Sprechrolle)
- 1977: Captain Caveman and the Teen Angels (Fernsehserie, 40 Folgen, Sprechrolle)
- 1978: The Seniors